# The Girl Is Mine
Singles de Michael Jackson
One Day in Your Life
(1981) Billie Jean
(1983)
Pistes de Thriller
Baby Be Mine
(2) Thriller
(4)
The Girl Is Mine une chanson du chanteur américain Michael Jackson. Sortie en single le 18 octobre 1982, il s'agit du 1er single extrait de l'album Thriller qui sort le 30 novembre de la même année. Michael Jackson interprète la chanson en compagnie de Paul McCartney. 
Dans le titre, les deux interprètes se disputent une fille qu'ils estiment aimer chacun plus que l'autre. 
The Girl Is Mine remporta un succès notable et se classa aux États-Unis no 1 aux Hot R&B/Hip-Hop Songs et no 2 au Billboard Hot 100.

## Composition et enregistrement
L'écriture de The Girl Is Mine a été facilitée par le fait que Jackson regardait des dessins animés avec Paul McCartney. Le producteur Quincy Jones avait initialement demandé à Jackson d'écrire une chanson sur deux hommes se disputant une fille. Inspiré, Jackson s'est réveillé pendant la nuit et a chanté la chanson dans un magnétophone. Il a dit plus tard: « J'ai chanté exactement ce que j'ai entendu dans ma tête, en commençant par la mélodie et le clavier et les cordes et tout. Alors, j'ai juste mis tout oralement sur bande ». Quincy Jones a également demandé à Michael d'ajouter un couplet de rap. La chanson a ensuite été enregistrée par Jackson et Paul McCartney aux Westlake Studios de Los Angeles du 14 au 16 avril 1982.
Jackson a déclaré que l'enregistrement de The Girl Is Mine était l'un de ses moments les plus agréables en studio. Il a expliqué : « L'une de mes chansons préférées à enregistrer, de tous mes enregistrements en tant qu'artiste solo, est probablement " The Girl Is Mine ", car travailler avec Paul McCartney était assez excitant et nous nous sommes littéralement amusés [...] En fait, nous avons enregistré la piste (instrumentale) et le chant à peu près en même temps, et nous en avons des images, mais cela n'a jamais été montré ». Il a conclu : « Peut-être qu'un jour nous vous en donnerons un avant-goût. » Les images ont ensuite été diffusées durant la tournée Paul McCartney World Tour.
Plusieurs membres du groupe Toto ont participé à l'enregistrement de cette chanson, dont David Paich (piano), Jeff Porcaro (batterie), Steve Lukather (guitares) et Steve Porcaro (programmation du synthétiseur).

## Crédits
- Écrite et composée par Michael Jackson
- Produit par Quincy Jones
- Chant : Paul McCartney & Michael Jackson
- Guitare : David Parks & Steve Lukather
- Basse : Louis Johnson
- Piano électrique Fender Rhodes : Greg Phillinganes
- Piano acoustique : David Paich
- Synthétiseur : David Foster
- Programmation du synthétiseur : Steve Porcaro
- Batterie : Jeff Porcaro
- Arrangements des voix : Michael Jackson & Quincy Jones
- Arrangements rythmiques : Quincy Jones & David Paich
- Arrangements des synthétiseurs : David Foster
- Arrangements et direction des cordes : Jerry Hey
- Premier violon : Jerry Vinci

## Classements
| Pays-classements (1982/1983)   | Meilleure position |
| ------------------------------ | ------------------ |
| Pays-Bas                       | 16                 |
| Irlande - Irish Singles Chart  | 4                  |
| Norvège - VG-lista             | 2                  |
| Royaume-Uni - UK Singles Chart | 8                  |
| États-Unis - Billboard Hot 100 | 2                  |
| États-Unis - R&B Singles Chart | 1                  |

## The Girl Is Mine 2008
Singles de Michael Jackson
One More Chance
(2003) Wanna Be Startin' Somethin' 2008
(2008)
Pour l'album Thriller 25, qui fête l'anniversaire de Thriller, Michael Jackson réenregistre une nouvelle version au goût du jour de The Girl Is Mine. Pour cela, il s'alloue les services de Will.i.am, connu principalement comme membre des Black Eyed Peas. Will.i.am propose ainsi une version remix totalement différente sur laquelle il enregistre également des couplets, remplaçant ceux de l'ex-Beatle, Paul McCartney. Quant aux couplets chantés par Michael, ils proviennent de l'enregistrement original de la démo de la chanson, une version que Michael Jackson avait enregistrée pour la faire découvrir à Paul McCartney. Cette version est disponible sur le maxi single de ce remix.
Le titre est d'abord commercialisé en téléchargement légal le 14 janvier 2008, puis en CD le 25 janvier 2008. Au Royaume-Uni, la sortie, prévue initialement pour le 28 janvier 2008, est repoussée au 4 février 2008.
Ce single est le premier de Jackson depuis One More Chance en 2003. Le second titre figurant sur le single de The Girl Is Mine 2008 est un « Club Mix » du titre par Will.i.am.

### Classements
| Pays-classements (2008)        | Meilleure position |
| ------------------------------ | ------------------ |
| Autriche - Ö3 Austria Top 40   | 51                 |
| Danemark - Tracklisten         | 31                 |
| Pays-Bas - MegaCharts          | 12                 |
| France - SNEP                  | 22                 |
| Suède - Sverigetopplistan      | 41                 |
| Suisse - Schweizer Hitparade   | 47                 |
| Royaume-Uni - UK Singles Chart | 32                 |

## Poursuites pour plagiat
The Girl Is Mine a fait l'objet de deux poursuites pour plagiat. Les deux instances ont obligé Jackson à témoigner devant le tribunal, et chaque procès a été rendu en faveur du chanteur et de sa maison de disques. 
Le premier procès juridique a eu lieu en 1984, Fred Sanford affirmant que Michael Jackson avait coupé un morceau de sa chanson, Please Love Me Now. La poursuite, qui réclamait 5 millions de dollars pour droit d'auteur, a été close après que le jury composé de cinq hommes et une femme a rendu un verdict en faveur de Jackson. Leur verdict a été rendu après une délibération de trois jours. Jackson n'était pas un accusé dans le procès mais a témoigné pour maintenir sa crédibilité. James Klenk, l'avocat de Jackson, a félicité le chanteur après le verdict du jury : « L'homme est un génie. Il n'a besoin des chansons de personne d'autre. Ses propres mots étaient la clé. » Au cours de la procédure judiciaire, Jackson a révélé comment il compose ses chansons : « Je les mets dans un magnétophone et je les chante oralement sur la bande, et c'est comme ça que ça se passe ». Un juré a déclaré : « Sa présentation a indiqué qu'il était bien capable de développer ses propres chansons. »
Le deuxième procès pour plagiat de la chanson a commencé en 1993 et s'est terminé en 1994. Reynaud Jones et Robert Smith ont allégué que The Girl Is Mine, ainsi que Thriller — écrit par Rod Temperton — et We Are the World, ressemblaient à leurs propres œuvres musicales. Michael Jackson, Lionel Richie (co-auteur de We Are the World) et Quincy Jones ont été nommés comme accusés. Les plaignants ont dit qu'ils avaient été voisins d'enfance de la famille Jackson lorsqu'ils résidaient à Gary, dans l'Indiana. Ils ont également affirmé que les accusés avaient reçu de leur part une cassette démo et s'étaient servis de ces enregistrements sans leur autorisation. Michael Jackson a comparu devant le tribunal via un témoignage enregistré. À la suite du témoignage, le jury de neuf membres a trouvé que ce dernier était l'auteur-compositeur de The Girl Is Mine. Le jury a également statué que les accusés n'avaient pas plagié Thriller et We Are the World.

## Divers
- Le titre Mornin d'Al Jarreau, sorti en 1983, a une ressemblance rythmique frappante avec The Girl Is Mine.
- La chanson marque le premier duo McCartney-Jackson. Il sera à nouveau à l’œuvre pour deux titres de l'album Pipes of Peace (1983) de Paul McCartney : Say Say Say (n°1 au Billboard Hot 100) et The Man. Leur première collaboration remonte toutefois à 1979  : Michael Jackson avait repris dans Off the Wall le titre Girlfriend de McCartney. Ce titre avait bien été écrit à la base pour Jackson mais il était d'abord sorti en 1978 sur l'album London Town du groupe Wings de McCartney.